# Wen Cheng (Prinzessin)

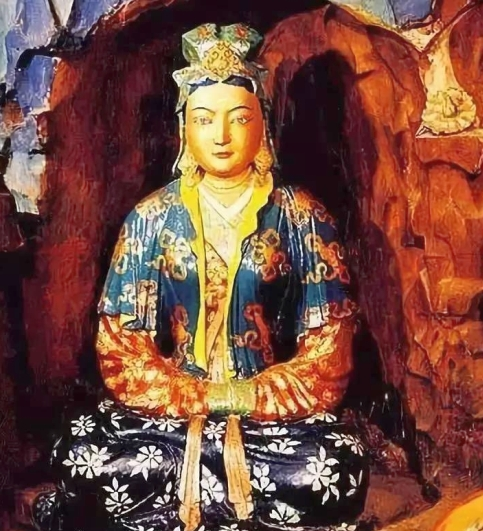
Statue der Prinzessin Wencheng im Potala-Palast (Lhasa)

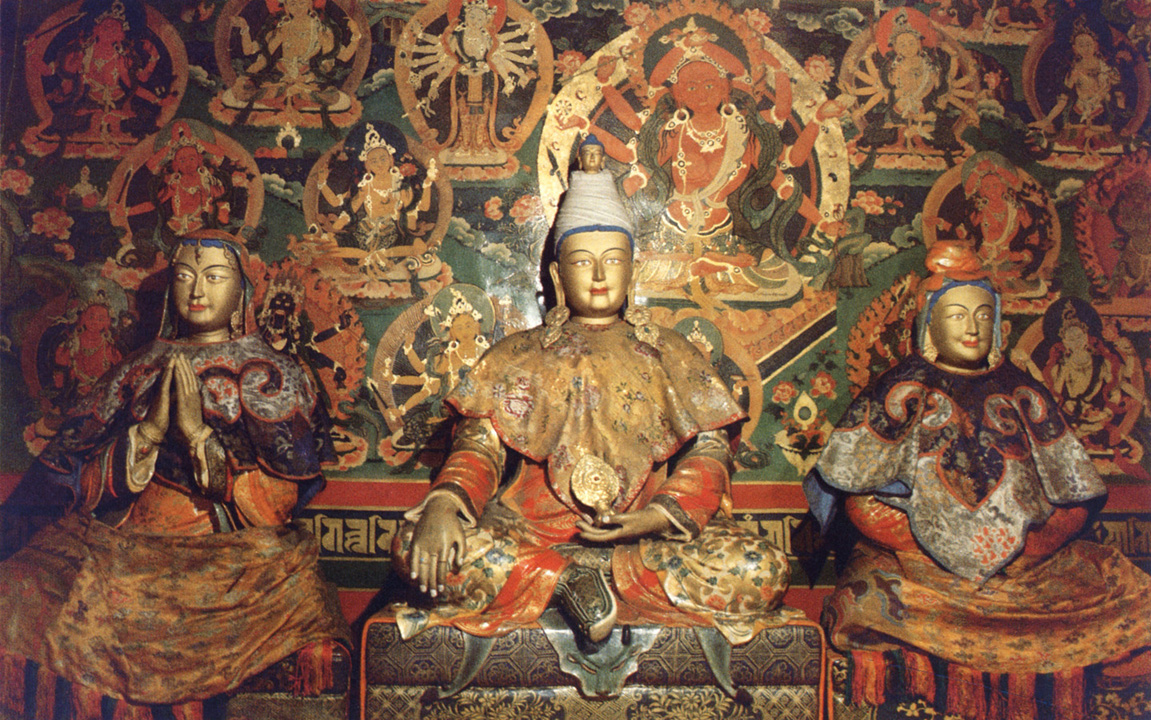
König Songtsen Gampo mit seinen zwei Ehefrauen Wen Cheng (rechts) und Bhrikuti (links)

Wen Cheng bzw. Wencheng (tib.: mun chang kung co, tibetisch: མུན་ཆང་ཀུང་ཅོ; chin.: 文成公主; Pinyin: Wénchéng Gōngzhǔ) war eine Prinzessin der chinesischen Tang-Dynastie, die im Zuge der Heiratspolitik im Jahr 641 n. Chr. an den Königshof von Songtsen Gampo nach Lhasa (Tibet) verheiratet wurde.
Solche Heiraten waren damals üblich, es gibt historische Dokumente, in denen Herrscher der Steppen- und Hochlandvölker um China herum Prinzessinnen als Tribut und Legitimation fordern.
Die Heirat diente gleich mehreren Zielen: Zum einen war Wen Cheng eine Botschafterin des Hofs von Chang’an (heute Xi’an) in Lhasa. Gleichzeitig sollte diese Allianz die damals militärisch starken Tibeter von Überfällen auf das chinesische Flachland abhalten.
Um Wen Cheng eine angemessene Hofhaltung „jenseits der Zivilisation“ zu ermöglichen, gab ihr der Kaiser einen ganzen Hofstaat mit: Musikanten, Hofdamen, aber auch Bücher und buddhistische Mönche. Sie brachte nach Tibet eine große Statue Buddha Shakyamunis mit, die seither in Tibet als Jowo Shakyamuni verehrt wird und zunächst ihren Platz im Ramoche-Tempel und später im Jokhang-Tempel in Lhasa fand.
Bis zu dieser Zeit hatte sich der Buddhismus in weiten Teilen südlich und östlich von Tibet verbreitet. Traditionellen Vorstellungen zufolge kam er erst mit Wen Cheng – 1000 Jahre nach dem historischen Buddha – in die entlegenen Hochlandschaften Tibets. Ein erster Kontakt mit dem Buddhismus hatte einer legendenhaften Überlieferung zufolge schon zur Zeit des Königs Lha Thothori Nyantsen (5. Jahrhundert) stattgefunden, war aber folgenlos geblieben. In der Verbindung mit den autochthonen schamanistischen Riten der Tibeter bildete sich einige Jahrhunderte später mit dem Beginn der ersten Übersetzungsphase buddhistischer Schriften von Indien nach Tibet der Vajrayana-Buddhismus, eine Form des Mahayana-Buddhismus heraus.
Auch heute noch hat Wen Cheng politische Relevanz. So sehen manche – vor allem chinesische – Historiker in ihrer Ehe mit Songtsen Gampo einen Beweis für die damalige Abhängigkeit Tibets von China. Problematisch ist, dass die meisten Quellen hierzu chinesischer Herkunft sind und deshalb nur die Perspektive des Kaiserreichs darstellen. Aus tibetischer Sicht war Wen Cheng eine von mehreren Frauen des Königs und lediglich Ausdruck der guten außenpolitischen Beziehungen.
Von den Tibetern wird sie als erleuchtetes Wesen (Bodhisattva) „weiße Tara“ (tib.: Dölkar, Dölma Karpo) verehrt.